# مخطميات الشكل
مخطميات الشكل (الاسم العلمي: Rhynchonelliformea) هي شعيبة تتبع الشعبة عضديات الأرجل.

## التصنيف
- طائفة المخطمانية
  - رتبة المخطميات
    - فوق فصيلة †المخطمينات
      - فصيلة †المخطمات
        - أسرة †المخطماوات
          - جنس †المخطمة

  - رتبة †الملولبيات
    - رتيبة †ملولبينات وأشباهها
      - فوق فصيلة †الملولبينات
        - فصيلة †الملولبات
          - جنس †الملولبة